# Marinus Ernestus van der Meulen
Marinus Ernestus van der Meulen (Tienhoven, 18 november 1826 - Den Haag, 24 maart 1904) was een Nederlandse predikant en historicus.

## Leven en werk
Van der Meulen was een zoon van de predikant Leendert Cornelis van der Meulen en Aletta Philipina Lucretia van Harlingen. Hij studeerde theologie aan de Universiteit Utrecht. Na zijn afstuderen in 1851 was hij achtereenvolgens predikant in Kruisland, Terheijde, Neede en Bolsward. In deze Friese plaats was hij de langste periode van zijn werkzame leven als predikant actief. Hij stond hier van 1862 tot zijn emeritaat in 1898.
Van der Meulen vervulde binnen de hervormde kerk bestuurlijke functies op het niveau van de classis en had zitting in de landelijke synode. Hij was liberaal van opvattingen en een voorstander van openbaar onderwijs. Hij was niet alleen op godsdienstig gebied actief, maar redigeerde jarenlang de Bolswardsche Courant. Van 1889 tot 1898 was hij stadsarchivaris van Bolsward. Van zijn hand verschenen diverse publicaties op historisch en kunsthistorisch gebied. Van der Meulen was lid van de Maatschappij der Nederlandse Letterkunde en van het Fries Genootschap.
Op maatschappelijk gebied was Van der Meulen betrokken bij het werk van de Maatschappij van Weldadigheid ten behoeve van de armoedebestrijding in Nederland en bij het krankzinnigengesticht te Geel. Voor de Maatschappij van Weldadigheid was hij redacteur van de jaarboeken. Hij schreef onder meer Dertig jaren uit het leven der Maatschappij van Weldadigheid. Hij ijverde voor de totstandkoming van Rustoord in Wilhelminaoord en hij wist de filantroop P.W. Janssen hiervoor te interesseren. 
Van der Meulen trouwde op 6 december 1854 te Meerssen met de in Petersburg geboren Henriette Emma Maria Guichart, dochter van Nicolaas Rudolf Guichart en Rose Felicienne Goese. Hij overleed in maart 1904 op 77-jarige leeftijd te 's-Gravenhage. Hij werd begraven op de begraafplaats Nieuw Eik- en Duinen te 's-Gravenhage. In Frederiksoord, een kolonie van de Maatschappij van Weldadigheid, werd de M.E. van der Meulenweg naar hem genoemd. Hij was ridder in de Orde van Oranje-Nassau.